# Woburn (Nouvelle-Zélande)
La ville de Woburn est une banlieue de la ville de Lower Hutt, et de la capitale, qui est la cité de Wellington, située dans la partie inférieure de l'île du Nord de la Nouvelle-Zélande.

## Installation
C’est le siège de la gare de gare de Woburn (en)

## Histoire
‘Henry Petre’ avait créé une ferme dans le secteur dans les années 1840 et nomma la zone d'après la succession du Duc de Bedford à l’Abbaye de Woburn. 
La ferme de Petre fut plus tard prise en charge par Daniel et Harriet Riddiford, où les descendants y ont construit une grande maison alors que les terrains eux-mêmes, ont été graduellement subdivisés .
Riddiford Street dans Lower Hutt est nommée pour cela.